# Кшакі-Чаплінковські
Кшакі-Чаплінковські (пол. Krzaki Czaplinkowskie) — село в Польщі, у гміні Ґура-Кальварія Пясечинського повіту Мазовецького воєводства.
Населення — 424 особи (2011).
У 1975-1998 роках село належало до Варшавського воєводства.

## Демографія
Демографічна структура станом на 31 березня 2011 року:
|          | Загалом | Допрацездатний вік | Працездатний вік | Постпрацездатний вік |
| -------- | ------- | ------------------ | ---------------- | -------------------- |
| Чоловіки | 206     | 60                 | 131              | 15                   |
| Жінки    | 218     | 53                 | 134              | 31                   |
| Разом    | 424     | 113                | 265              | 46                   |